# Tahmoor
Tahmoor – miasto w Australii, w stanie Nowa Południowa Walia.